# Петро Даміані
Петро Даміані (італ. Piero Damiani; 1007, Равенна — 21 лютого 1072, Фаенца) — церковний діяч, богослов, філософ, католицький святий. Учитель Церкви.

## Життєпис

Opera omnia, 1743

### Молоді роки
Походив з бідної родини. Про батьків, яких він втратив ще дитиною, немає відомостей. Ним спочатку опікувалася сестра Роделінда. Петро жив у скрутному становищі, тому працював свинопасом. У 1022 році Петра до себе на виховання взяв старший брат Даміан, архідиякон у Равенні. Завдяки цій допомозі Петро у майбутньому взяв як прізвище його ім'я, тому став «Даміані».
Значний відрізок життя Петро витрачає на здобуття належної освіти. У 1022 році відправляється до Фаенци для здобуття знань. Тут він вивчав науки до 1025 року. Згодом з 1026 до 1032 року проходить у Пармі навчання з вільних мистецтв. По закінчення освітнього курсу Петро Даміані повертається до Равенни, де до 1035 році працює викладачем у церковній школі, стає одним з відомих вчителів гуманітарних наук. У 1035 році вирішує стати священником, рукопокладання здійснює архієпископ Гебердо Айхштетський. Того ж року приймає постриг у бенедиктинському монастирі Фонте Авелана.

### Церковна кар'єра
Перебуваючи у монастирі, Петро, завдяки своїй освіченності, швидко висунувся серед чернечої братії, стає її вчителем й магістром. У 1040 році на прохання Гвідо, абата монастиря Помпоса неподалік Феррари, Петро приїздить для викладання в цьому монастирі. Слава про знання Даміані швидко поширюється. Тут він пробув до 1042 року. Після цього його було запрошено до монастиря Сан-Вінсете в Умбрії, де Петро Даміані стає настоятелем. Під час перебування на цій посаді знайомиться із впливовими людьми Італії, зокрема Боніфацієм, маркізом Тосканським.
Проте у монастирі Сан-Вінсенте перебував недовго. У 1043 році, після смерті абата монастиря Фонте Авелана, Даміані повертається до рідного монастиря, де стає новим абатом. Тут він впроваджував свої ідеї стосовно суворого чернечого життя та дотримання церковних догм. За цей час також брав участь у розбудові та налагодженню чернечого життя у 13 монастирях, абатствах й скитах Італії.
Водночас Петро Даміані стає активним провідником впровадження Григоріанської реформи у католицькій церкві, зокрема припинення симонії серед кліру. Завдяки його ревній діяльності було усунено єпископів-корупціонерів міст Пезаро, Фано, Озімо, Чітта ді Кастелло. Такі дії привертають увагу до особи Даміані не лише в Італії, а по всій Священній Римській імперії. У 1046 році у Римі знайомиться з імператором Генріхом III та його дружиною Агнесою де Пуатьє, з якими в подальшому підтримував гарні стосунки. У 1047, 1049, 1050, 1051, 1053 роках Петро Даміані був присутній на соборах католицької церкви, де розглядалися питання розвитку церкви, подолання внутрішніх проблем, зокрема питання целібату та симонії.
Впродовж 1050—1057 років Петро Даміані допомагає папам римським Леву IX, Стефану IX, Миколі II та Олександру II у завершенні церковних реформ. При цьому він відігравав провідну роль як ідеолог реформ, відомий богослов, знавець канонів й Біблії. У серпні 1057 року стає кардиналом, а у листопаді того ж року єпископом Остійським. До того ж папа римський Стефан IX зробив Даміані керівником єпархії Губбіо. На цих посадах Даміані продовжував впроваджувати свої ідеї щодо підняття авторитету папи римського над світською владою, безшлюбності кліру, переваг чернечого життя. Так, у 1059 році, він взяв участь у конфлікті всередині Міланської єпархії, багато представників якої виступали проти целібату й підкреслювали автономний статус своєї церкви, яку називали Амвросіанською (на честь відомого церковного діяча Амвросія Медіоланського). Прибувши до Мілану, Даміані у важкій боротьбі зумів домогтися впровадження целібату в Міланській єпархії.
У 1063 році відвідав монастир Клюні, ставши прихильником Клюнійської реформи. Також побував у Флоренції (у 1067 році під час конфлікту місцевого єпископа з монастирем Валомброза стосовно симонії), Равенні, Мантуї. У 1067—1069 роках Петро Даміані повернувся до монастиря Фонте Авелана, проте вже у 1069 році на прохання папи римського Олександра II залагоджував конфлікт імператора Генріха IV зі своєю дружиною Бертою Савойською як папський представник на зібранні у Франкфурті.
У подальші роки Петро Даміани багато їздив Італією, надаючи допомогу новоствореним монастирям. Під час однією з таких поїздок він захворів й помер 21 лютого 1072 року в місті Фаенца.

## Творчість

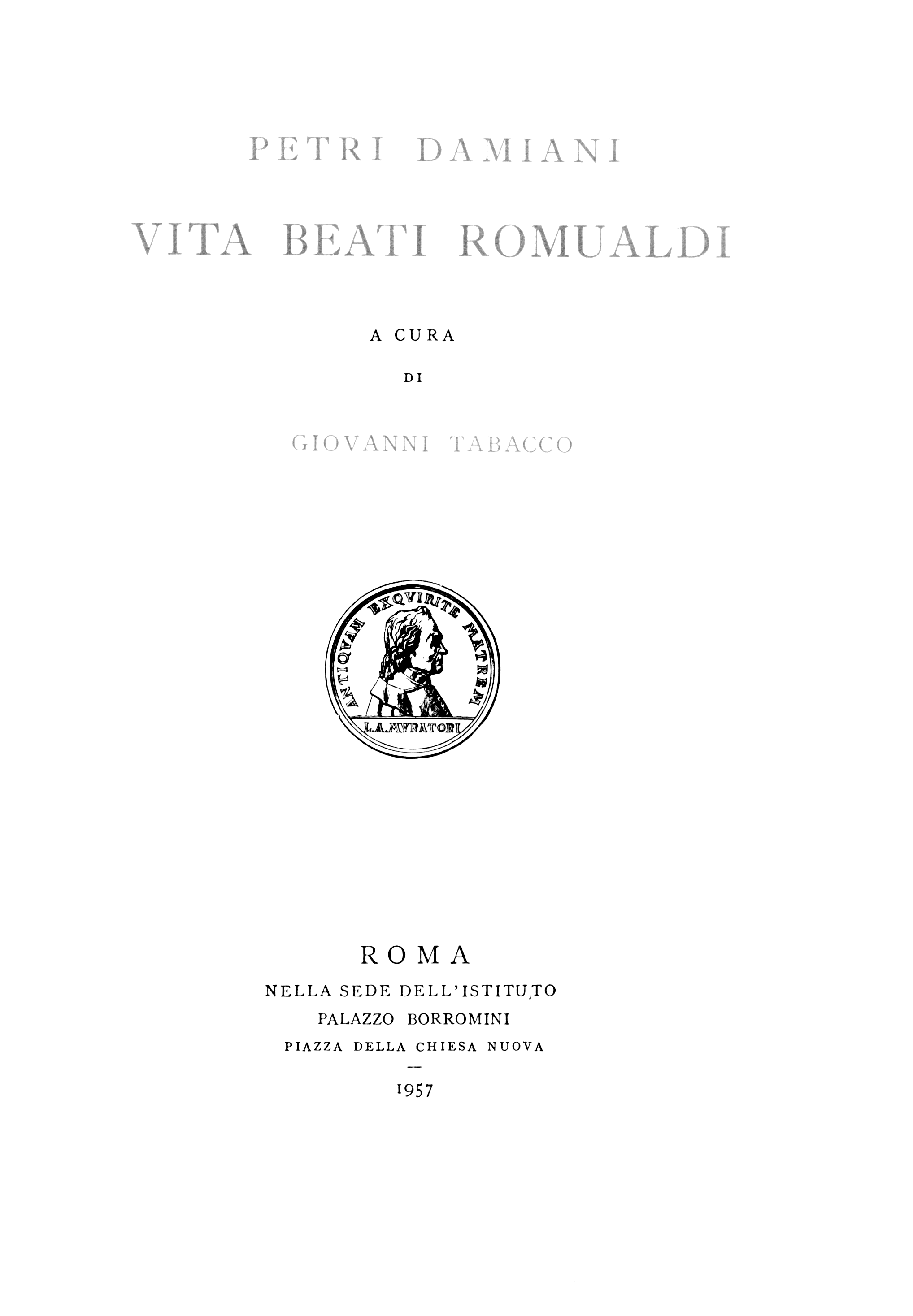
Vita Beati Romualdi

Був плідним письменником. У його доробку близько 700 творів. Стиль Даміані гарний та вишуканий.
Значну частину складають численні листи (180) до церковних та політичних діячів тогочасної Італії. Багато літургійних творів, проповідей, оповідок з життя святих.
Важливим доробком Даміані є роз'яснення канонічного права, неприйняття його порушення з боку церковного кліру (перш за все це стосувалося симонії, содомії). Також розглядав владу Бога, церковне та світське правосуддя, розділяючи їх, але визнаючи що вони обидви мають однакову вагу у своїй царині. Відстоював необхідність теоретичного осмислення текстів Біблії та творів Отців Церкви. Виступав проти будь-якого застосування логіки до тлумачення таїнств віри. Все це викладено у найбільш значущих твора Даміані — «De sancta simplicitate», «De divina onnipotentia», «Liber Gratissimus», «Disceptatio synodalis».